# 淮阴工学院
淮阴工学院，是坐落于淮安市的一所省属普通本科院校，学校现有枚乘路、北京路、萧湖3个校区。

## 院系设置
- 机械工程学院
- 电子信息工程学院
- 计算机与软件工程学院
- 建筑工程学院
- 生命科学与化学工程学院
- 交通工程学院
- 经济管理学院
- 数理学院
- 人文学院
- 外国语学院
- 设计艺术学院
- 继续教育学院
- 江淮学院（公有民办二级学院）

## 争议
淮阴工学院数理学院应用物理系教师，于彦龙，曾被曝出不当署名学术不端，推诿工作给别人，以及利用科研经费旅游的新闻。